# Brodavis
Brodavis è un genere estinto di uccello esperornitiforme d'acqua dolce vissuto nel Cretaceo superiore, circa 80.5–65.95 milioni di anni fa (Campaniano-Maastrichtiano), in Nord America e in Asia. Il genere conta ben quattro specie: B. americanus, B. baileyi, B. mongoliensis e B. varneri.

## Descrizione
Brodavis era un uccello acquatico di medie dimensioni, con la specie più grande B. baileyi che misurava circa 1,30 metri (4,2 piedi) di lunghezza. La fisionomia dell'animale ricalcava quella degli altri esperorniti, con un corpo cilindrico, un lungo collo e un becco dritto e fornito di denti. Tuttavia, sebbene gli esperornithiformi persero le loro capacità avicole entro la fine Cretaceo inferiore, la ridottissima pachiostosi (inspessimento delle ossa) in Brodavis suggerisce la possibilità che l'animale fosse ancora capace di un qualche tipo di volo, che unito al fatto di essere il primo hesperornithiforme d'acqua dolce potrebbe far supporre uno stile di vita simile a quello delle moderne strolaghe e cormorani, che posseggono ancora capacità avicole ma sono più legati all'ambiente acquatico.

## Classificazione
Brodavis venne descritto da Larry D. Martin, Evgeny N. Kurochkin e Tim T. Tokaryk, nel 2012, e venne assegnato alla nuova famiglia monogenerica dei Brodavidae, all'interno del clade degli esperornithiformi.

### Specie
Il genere comprende quattro specie:
- B. americanus, la specie tipo, il cui olotipo (RSM P 2315,1) è composto da un metatarso sinistro, ritrovato nella Formazione Frenchman, Canada e risalente al Maastrichtiano;
- B. baileyi, il cui olotipo (UNSM 50665) è costituito da un metatarso sinistro, ritrovato nella Formazione Hell Creek, Dakota del Sud e risalente alla fine del Maastrichtiano (databile tra i 66,8 e i 65.95 milioni di anni fa)[2];
- B. mongoliensis, il cui olotipo (PIN 4491-8) è costituito da un metatarso sinistro, ritrovato nella Formazione Nemegt, Mongolia e risalente al Maastrichtiano;
- B. varneri, era stata originariamente classificata come una seconda specie di Baptornis, da James Martin e Amanda Cordes-Person, nel 2007. La specie si basa su un tarso-metatarsale (SDSM 68430) ritrovato nella Formazione Sharon Springs, South Dakota e risalente al Campaniano (databile tra gli 81,5 e gli 80,5 milioni di anni fa[3]). Per questo "Baptornis" varneri potrebbe rappresentare una quarta specie di Brodavis o potrebbe appartenere ad un genere a parte;